# Annowo (województwo wielkopolskie)
Annowo (niem. Annaberg) – wieś w Polsce położona w województwie wielkopolskim, powiecie poznańskim, gminie Czerwonak, sołectwie Miękowo, w pobliżu Owińsk. Liczy 62 mieszkańców (stan w dniu 1 sierpnia 2010).
Wieś stanowiła część majątku najpierw cysterek, a później rodziny von Treskow. Cysterki miały na obecnie podmokłych terenach drugą ze swoich siedzib, znajdującą się przy jednym z większych ówcześnie ciągów komunikacyjnych. Pozostałości zostały rozebrane przez Niemców w czasie II wojny światowej. Natomiast rodzina von Treskow wybudowała w połowie XIX w. dworek myśliwski.
Obecnie w dworku istnieje leśniczówka Annowo (niem. Annaberg; przejściowo gajówka), podlegająca Nadleśnictwu Łopuchówko. Otoczony jest przez 11 pomników przyrody. Z oryginalnego wyposażenia wnętrza zachowały się XIX-wieczne poroża – trofea myśliwskie. Tu swój początek ma szlak dydaktyczny „Dziewicza Góra”. Także „Leśna klasa” imienia A. Cieszkowskiego, znajduje się kilka metrów od budynku. Dojazd lokalną utwardzoną drogą z Owińsk, tzw. Traktem Annowskim.
Wieś stanowi skupisko zabudowań wokół dawnego PGR-u. Poza budynkami mieszkalnymi, we wsi znajdują się: sklep spożywczo-przemysłowy, hydrofornia, rozbudowany kompleks budynków pozostałych po zlikwidowanych Państwowych Gospodarstwach Rolnych oraz zbiornik przeciwpożarowy.